# Merulana rugosa
Merulana rugosa är en kräftdjursart som först beskrevs av Gustav Budde-Lund 1885.  Merulana rugosa ingår i släktet Merulana och familjen Armadillidae. Inga underarter finns listade i Catalogue of Life.